# کالین دانیل
کالین دانیل (انگلیسی: Colin Daniel؛ زادهٔ ۱۵ فوریهٔ ۱۹۸۸) بازیکن فوتبال اهل بریتانیا است.
از باشگاه‌هایی که در آن بازی کرده‌است می‌توان به باشگاه فوتبال منزفیلد تاون، باشگاه فوتبال کرو آلکساندرا، باشگاه فوتبال مکلسفیلد تاون، باشگاه فوتبال هالیفاکس تاون، باشگاه فوتبال پورت ویل، باشگاه فوتبال ایستوود، باشگاه فوتبال گرایس اتلتیک، و باشگاه فوتبال لیک تاون اشاره کرد.